# Très-Saint-Sacrement
Très-Saint-Sacrement är en kommun av typen socken (municipalité de paroisse) i provinsen Québec i Kanada. Den ligger i regionen Montérégie, i den sydöstra delen av landet, 150 km öster om huvudstaden Ottawa.
Kommunen är officiellt tvåspråkig (franska och engelska), med 58 % fransktalande och 44 % engelsktalande (modersmålstalare) vid folkräkningen 2021.